# Herbert Pankau
Herbert Pankau (Flatow, 4 ottobre 1941 – 25 luglio 2025) è stato un calciatore tedesco orientale dal 1990 tedesco, di ruolo centrocampista.